# Varanops
Varanops é um gênero de pelicossauro do Permiano Inferior da América do Norte. Há uma única espécie descrita para o gênero Varanops brevirostris.